# Shirako
Shirako (jap. 白子町 Shirako-machi) – miasto w Japonii, na wyspie Honsiu, w prefekturze Chiba. Według danych na rok 2020 miejscowość zamieszkiwało 10 305 mieszkańców , a gęstość zaludnienia wyniosła 374,7 os./km².